# 直瓣苣苔
直瓣苣苔（学名：Ancylostemon saxatilis）为苦苣苔科直瓣苣苔属下的一个种。

## 扩展阅读
維基物種上的相關：直瓣苣苔